# Amato Lusitano
João Rodrigues (Castelo Branco, 1511 – Salonica, 1568) vulgarmente conhecido como Amato Lusitano foi um notável médico português de religião judaica que viveu no Século XVI.
Amato Lusitano foi um poliglota. Dominava o latim, o grego, o hebraico, o árabe, o português, o castelhano, o francês, o italiano e o alemão. Max Solomon, um seu biógrafo, considerou-o como «o Homem que representa a Medicina do século XVI, como erudito, anatomista e clínico». Era conhecido e respeitado, privando de perto com importantes personalidades do mundo ocidental.

## Biografia
Amato Lusitano nasceu em Castelo Branco, Portugal, em 1511, católico de pais cristãos-novos (convertidos do judaísmo ao catolicismo). Estudou medicina na Universidade de Salamanca, tendo regressado a Portugal em 1529.
Por se desconfiar que ainda pudesse praticar o judaísmo, foi impedido de regressar a Portugal devido às perseguições da Inquisição, o que o levou a viajar para Antuérpia (1534), onde publicou o seu primeiro livro Index Dioscoridis (1536). É aí que adopta o nome de Amato Lusitano, com o qual passa a assinar as suas obras.
Viajou por toda a Europa até se estabelecer na cidade de Ferrara (1541) em Itália, onde foi Professor de Anatomia na Universidade e assistente do então famoso Cananus. Aí inicia a escrita da primeira Centúria que dedica a Cosme de Médici.
A instabilidade política e religiosa que então se vivia em Itália levou-o a Roma, onde foi médico do Papa Júlio III, Ancona (1547), Pesaro (1555), mas a intensificação da perseguição anti-semita — com a nomeação do Papa Paulo IV — forçaram-no a abandonar a Itália e buscar refúgio no Império Otomano. Primeiro em Ragusa, que na altura era uma República Independente e, depois, em Tessalónica, hoje Salónica, Grécia, cidade com grande população judaica; então parte do Império Otomano, onde escreveu a sua sétima e última Centúria, local onde pereceu, em 1569, com 57 anos, vitimado pela peste que tentou combater.

## Obra
Descobriu, enquanto assistente de Cananus a circulação do sangue, através de inspecções da veia ázigos, na qual descreveu também pela primeira vez as válvulas venosas.
Amato Lusitano, foi um dos primeiros médicos a comentar a obra de Dioscórides no século XVI.
Escreveu os tratados Index Dioscoridis, em 1536, In Dioscorides de Medica materia Librum quinque enarrationis, em 1556, e Curationium Centuriae Septem, em 1556.
As «Centúrias das Curas Medicinais» são, entre as obras que escreveu, um dos seus maiores legados à Humanidade. Escreveu sete «Centúrias», em latim no original, conhecendo-se 59 traduções em diferentes línguas. Cada «Centúria» apresenta 100 casos clínicos («Curas», como se dizia na época), com descrição exacta do caso, idade do doente, descrição da doença e terapêutica utilizada. Estas reflexões permitem observar o mundo no século XVI para lá dos aspectos meramente médicos: hábitos alimentares, ritmos do quotidiano, guerras e tensões económicas e políticas, hierarquias sociais, abertura às maravilhas do mundo que ia sendo descoberto.
- Exemplo de Centúrias de curas medicinais:

Cura V
Da dor de cólica proveniente de lombrigas
«A mulher dum canteiro, angustiada com dores de cólica, depois de ter usado muitos e vários remédios, bebeu o anídoto Mitridáticoo, lançou pela boca uma lombriga, arredondada e comprida, ficando sã.»
Comentários
«É certo que há cólicas originadas pelas lombrigas, pois destas provêm até outras afecções, como a bulimia, fome insaciável. O mesmo se conclui da história sagrada do livro 3.º da Medicina da TRALLIANO.»
Em 1946, o Instituto Português de Oncologia iniciou, pela primeira vez em Portugal, a edição da obra de Amato Lusitano, traduzida por Firmino Crespo e José Lopes Dias.